# Maya Sansa
Maya Sanca (Roma, 25 de setembro de 1975) é uma atriz italiana.

## Biografia
Filha de pai iraniano e mãe italiana, Maya começou a estudar teatro com 14 anos. Frequentou cursos em Londres, onde se formou na Guildhall School of Music and Drama.
Estreou no cinema em 1999, com o filme italiano La Balia, dirigido por Marco Bellocchio. Atuou ainda dos filmes Nella Terra di Nessuno, de Gianfranco Giagni; Benzina, de Monica Stambrino; La Vita Degli Altri, de Nicola De Rinaldo; La Meglio Gioventù, de Marco Tullio Giordana; Buongiorno, notte de Marco Bellocchio; Il vestito da sposa, de Fiorella Infascelli e L'Amore Ritrovato de Carlo Mazzacurati.
Depois desses trabalhos, o jornal americano The New York Times do dia 2 de maio de 2004 dedica uma matéria definindo-a como o novo ícone do cinema italiano.
Trabalhou ainda nas minisséries Eistein (2008) e Copperfield (2009) exibidas na TV italiana.

## Filmografia
- La balia (1999)
- Lupo mannaro (2000)
- Nella terra di nessuno (2001)
- Gasoline (2001)
- La vita degli altri (2001)
- The Best of Youth (2003)
- Il vestito da sposa (2003)
- Good Morning, Night (2003)
- Stessa rabbia, stessa primavera (2003)
- My father’s garden (2003)
- A Levante... (2004)
- L'amore ritrovato (2004)
- ControNatura (2005)
- In ascolto (2005)
- Jamal (2006)
- Sartre, l'âge des passions (2006)
- The Listening (2006)
- Il prossimo tuo (2007)
- Fuori dalle corde (2007)
- Les Femmes de l'ombre (2008)
- Villa Amalia (2009)
- La pecora nera (2010)